# Viqar-e-Deccan
Viqar-e-Deccan is een Urdu-dagblad, dat uitgegeven wordt in de Indiase stad Haiderabad (Telangana). Het werd in 1976 opgericht door vrijheidsstrijder Syed Mustafa Quadri Khateeb. De huidige editor is Syed Laeeq Quadri Khateeb (2013).